# 마이클 스핑크스
마이클 스핑크스(Michael Spinks, 1956년 7월 13일 ~ )는 1977년부터 1988년까지 경쟁한 미국의 전 프로 복서이다. 1983년부터 1985년까지 언디스퓨티드 라이트 헤비급 타이틀과 직계 헤비급 타이틀을 포함하여 두 가지 체급에서 세계 선수권 대회를 개최했다. 아마추어로서 그는 1976년 하계 올림픽 미들급 부문에서 금메달을 획득했다.
스핑크스는 전 세계 헤비급 챔피언 레온 스핑크스의 형제이자 전 웰터급 및 라이트 미들급 챔피언이었던 코리 스핑크스의 삼촌이다.
성공적인 아마추어 경력을 쌓고 올림픽 금메달을 딴 스핑크스는 첫 31번의 프로 경기에서 무패를 기록하며 드와이트 무하마드 콰위, 에디 무스타파 무하마드, 마빈 존슨, 에디 데이비스를 꺾고 라이트 헤비급 챔피언이 되었다. 10명의 다른 선수를 상대로 타이틀을 방어한 후 스핑크스는 헤비급으로 올라갔고 약자로서 IBF 헤비급 챔피언 래리 홈스를 물리쳤다. (그 시점까지 자신의 48-0 기록은 로키 마르시아노의 49-0에 1승도 못 미쳤다.) 흠집 없는 기록); 이를 통해 스핑크스는 헤비급 타이틀을 획득한 최초의 라이트 헤비급 세계 챔피언이 되었다. 그의 마지막 싸움에서 스핑크스는 마이크 타이슨에게 91초 만에 기절당했는데, 이는 그의 프로 경력 중 유일한 패배였다.
스핑크스는 국제 복싱 명예의 전당과 세계 복싱 명예의 전당에 입성했다. 국제 복싱 연구 기구(International Boxing Research Organization)와 BoxRec은 스핑크스를 역사상 가장 위대한 라이트 헤비급 선수 10명 중 하나로 꼽았다.